# Bruce Howell
Bruce Howell (Los Angeles, ...) è un produttore cinematografico e doppiatore statunitense.

## Biografia
Nato a Los Angeles, Bruce Howell è noto per aver lavorato per alcuni episodi special della serie televisiva South park.

## Filmografia parziale

### Assistente al suono
- South Park - Il film: più grosso, più lungo & tutto intero (South Park: Bigger, Longer & Uncut), regia di Trey Parker (1999)

### Produttore
- Imaginationland, regia di Trey Parker (2007)
- South Park: Joining the Panderverse, regia di Trey Parker (2023)

### Doppiatore
- South Park - Il film: più grosso, più lungo & tutto intero (South Park: Bigger, Longer & Uncut), regia di Trey Parker (1999)